# Biologenbucht
Die Biologenbucht ist eine kleine Bucht der Drakestraße an der Westküste von King George Island, der größten der Südlichen Shetlandinseln. 
Sie liegt im Südwesten der Fildes-Halbinsel, südlich der Gemel Peaks; ihre Küste ist flach. Von Osten mündet der Biologenbach, der in der Nähe der chilenischen Forschungsstation Base Presidente Eduardo Frei Montalva (bei Villa Las Estrellas) entspringt, in die Bucht; einen Kilometer südsüdwestlich liegt die Horatiobucht, welche die Flat Top Peninsula nach Nordosten begrenzt, und knapp zwei Kilometer nordnordöstlich die Skuabucht.
Im Rahmen zweier deutscher Expeditionen zur Fildes-Halbinsel in den Jahren 1981/82 und 1983/84 unter der Leitung von Dietrich Barsch (Geographisches Institut der Universität Heidelberg) und Gerhard Stäblein (Geomorphologisches Laboratorium der Freien Universität Berlin) wurde die Bucht zusammen mit weiteren bis dahin unbenannten geographischen Objekten der Fildes-Halbinsel neu benannt und dem Wissenschaftlichen Ausschuss für Antarktisforschung (Scientific Committee on Antarctic Research, SCAR) gemeldet. 
1986 wurde die Bucht von einer chinesischen Expedition erneut kartiert und als Shengwu Wan (chinesisch 生物湾, Pinyin Shēngwù Wān – „Lebewesen- oder Biologie-Bucht“) an das SCAR gemeldet. Im Gegensatz zum deutschen Datensatz im Composite Gazetteer of Antarctica enthält der chinesische von vornherein eine kurze Beschreibung, in der als Grund für die Benennung angegeben wird, dass es dort im Sommer viel Moos und viele Robben gebe (beim deutschen Datensatz wurde die Beschreibung 2020/21 nachgeliefert).